# South Australian Open 1978
Il South Australian Open 1978 è stato un torneo di tennis giocato sull'erba. È stata la 1ª edizione del torneo, che fa parte del WTA Tour 1978. Si è giocato ad Adelaide in Australia, dall'11 al 17 dicembre 1978.

## Campionesse

### Singolare
Kerry Reid ha battuto in finale  Beth Norton con il punteggio di 7–5, 6–7, 6–1

### Doppio
Lesley Hunt /  Sharon Walsh hanno battuto in finale  Ilana Kloss /  Marise Kruger con il punteggio di 6–2, 6–2